# سحابة الأطلس (فلم 2012)
سحابة أطلس (بالإنجليزية: Cloud Atlas) فيلم ألماني، أمريكي إصدار عام 2012
الفيلم من بطولة توم هانكس وهالي بيري ومن إخراج توم تايكور والأخوة وتشاوسكي، وهو مقتبس من رواية إنجليزية بنفس العنوان نُشرت سنة 2004 للكاتب ديفيد ميتشل. في الموقع الرسمي للفيلم، وُصف بــ قصة ملحمة للبشرية من أجل استكشاف الكيفية التي تؤثر بها تصرفات حياة الفرد في شخص آخر وتتشابك عبر الماضي والحاضر والمستقبل. كيف تتحول روح واحدة من قاتل إلى بطل. و كيف أن عمل لطف وحيد قد يزحف عبر القرون من أجل الهام ثورة.

## الحبكة
الفيلم يقدم قصة البشر عبر التاريخ، بواسطة عرض 6 قصص من أمكنة وأزمنة مختلفة لشخصيات مختلفة، تعيش في ظروف مشابهة وتختبر نفس المشاعر الإنسانية التي تبقى في روحها شيئاً واحداً مع اختلاف الأسباب والنتائج و التفاصيل.
يعرض لنا الفيلم كيف أن تصرفاتنا الفردية تنعكس علينا وقد تؤثر وفي حياة الآخرين في الماضي، الحاضر والمستقبل لأن كل شيء مُترابط بيننا، وأي تصرف بسيط قد يُلهم ثورة في المستقبل البعيد. و أي عمل خير أو شر نقوم به يبقى له تأثير في الزمن وقد ينعكس علينا.
مواضيع الفيلم الأساسية هي: الحب، الحرية، العدالة، الطموح، الحياة، الثورة، مقاومة الظلم والاستغلال الإجرامي..الخ ويجمع الفيلم بين الخيال العلمي، الدراما، الكوميديا والديستوبا.

## أزمنة وأمكنة قصص الفيلم
- جنوب المحيط الهادي سنة 1849.
- عاصمة اسكتلندا سنة 1936.
- مدينة سان فرانسيسكو/أمريكا سنة 1973.
- لندن/ إنجلترا سنة 2012.
- نيو سول/ كوريا الجنوبية سنة 2144.
- جزيرة هاواي سنة 2346. (106 سنة بعد السقوط)

## اقتباسات من الفيلم
- "طبيعة حياتنا الأبدية ما هي إلا نتيجة لأقوالنا وأفعالنا. حياتنا ليست ملكاً لنا. من ميلادنا وحتى مماتنا، نحن مرتبطون بالآخرين. لقد ولدنا من أجلهم في الماضي والحاضر، ومع كل جريمة أو فعل خير نرتكبه نَخلُُقُ مُستقبلنا"
- " لا يمكن أن تعرف نفسك إلا من خلال عيون الآخرين"
- " الموت هو مجرد باب. عندما يُغلق باب، تفتح أبواب أخرى. إذا كنت أستطيع أن أتخيل الجنة، سوف أتخيل باب يُفتح، ومن وراء الباب، سيكون هو بانتظاري"
- "إنها هي، تلك الموسيقى من حلمي، الموسيقى التي سمعتها في عقلي، لقد منحتك إياها بشكل ما"
- " و ما هو المحيط، إذا لم يَكن كماً من القطرات!!؟ "
- " لن أقبل أن أكون عرضة للإستغلال الإجرامي "

## علاقة الفيلم بنظرية الفراشة والفوضى
..الاختلافات الصغيرة في البداية قد ينتج عنها تغير كبير في النتيجة.. هذه هي الفكرة الأساسية التي جسدها هذا الفيلم.

## فريق العمل
- توم هانكس بدور الدكتور هنري (وعدة أدوار أخرى)
- هالي بيري بدور جوكاستا ايرس (وعدة أدوار أخرى)
- جيم برودبنت بدور كابتن مولينيوكس (وعدة أدوار أخرى)
- هوغو ويفنغ بدور هاسكال موري (وعدة أدوار أخرى)

## روابط خارجية
- سحابة الأطلس على موقع IMDb (الإنجليزية)
- سحابة الأطلس على موقع ميتاكريتيك (الإنجليزية)
- سحابة الأطلس على موقع الموسوعة البريطانية (الإنجليزية)
- سحابة الأطلس على موقع روتن توميتوز (الإنجليزية)
- سحابة الأطلس على موقع نتفليكس (الإنجليزية)
- سحابة الأطلس على موقع قاعدة بيانات الأفلام العربية
- سحابة الأطلس على موقع ألو سيني (الفرنسية)
- سحابة الأطلس على موقع Turner Classic Movies (الإنجليزية)
- سحابة الأطلس على موقع أول موفي (الإنجليزية)
- سحابة الأطلس على موقع بوكس أوفيس موجو (الإنجليزية)